# Élections législatives de 1973 en Haute-Savoie
Les élections législatives françaises de 1973 se déroulent les 4 et 11 mars 1973. Dans le département de la Haute-Savoie, trois députés sont à élire dans le cadre de trois circonscriptions.

## Élus
| Circonscription | Député sortant | Parti | Parti | Député élu ou réélu | Parti | Parti |
| --------------- | -------------- | ----- | ----- | ------------------- | ----- | ----- |
| 1re             | Jean Brocard   |       | RI    | Jean Brocard        |       | RI    |
| 2e              | Georges Pianta |       | RI    | Georges Pianta      |       | RI    |
| 3e              | Maurice Herzog |       | UDR   | Maurice Herzog      |       | UDR   |

## Résultats

### Résultats à l'échelle du département
| Parti                 | Parti                                   | Premier tour | Premier tour | Second tour | Second tour | Sièges |
| Parti                 | Parti                                   | Voix         | %            | Voix        | %           | Sièges |
| --------------------- | --------------------------------------- | ------------ | ------------ | ----------- | ----------- | ------ |
|                       | Républicains indépendants               | 52 772       | 30,70        | 33 330      | 24,05       | 2      |
|                       | Union des démocrates pour la République | 21 426       | 12,47        | 28 116      | 20,29       | 1      |
|                       | Union des républicains de progrès       | 74 198       | 43,17        | 61 446      | 44,34       | 3      |
|                       |                                         |              |              |             |             |        |
|                       | Parti socialiste                        | 28 264       | 16,44        | 25 559      | 18,45       | 0      |
|                       | Parti communiste français               | 27 459       | 15,98        | 21 891      | 15,80       | 0      |
|                       | Parti socialiste unifié                 | 8 865        | 5,16         |             |             | 0      |
|                       | Union de la gauche                      | 64 588       | 37,58        | 47 450      | 34,24       | 0      |
|                       |                                         |              |              |             |             |        |
|                       | Mouvement réformateur                   | 32 657       | 19,00        | 29 670      | 21,41       | 0      |
|                       | Divers gauche                           | 431          | 0,25         |             |             | 0      |
|                       |                                         |              |              |             |             |        |
| Inscrits              | Inscrits                                | 229 821      | 100,00       | 175 947     | 100,00      | 3      |
| Abstentions           | Abstentions                             | 52 971       | 23,05        | 35 452      | 20,15       |        |
| Votants               | Votants                                 | 176 850      | 76,95        | 140 495     | 79,85       |        |
| Blancs et nuls        | Blancs et nuls                          | 4 976        | 2,81         | 1 929       | 1,37        |        |
| Exprimés              | Exprimés                                | 171 874      | 97,19        | 138 566     | 98,63       |        |
| Source : Data.gouv.fr |                                         |              |              |             |             |        |

### Résultats par circonscription

#### Première circonscription (Annecy)
| Candidat       | Candidat                   | Parti          | Premier tour | Premier tour | Second tour | Second tour |  |
| Candidat       | Candidat                   | Parti          | Voix         | %            | Voix        | %           |  |
| -------------- | -------------------------- | -------------- | ------------ | ------------ | ----------- | ----------- |  |
|                | Jean Brocard sortant réélu | RI (URP)       | 27 188       | 36,97        | 33 330      | 43,25       |  |
|                | Jacques Golliet            | CD (MR)        | 21 123       | 28,72        | 18 178      | 23,59       |  |
|                | Francis Tinant             | PS (UGSD)      | 12 379       | 16,83        | 25 559      | 33,16       |  |
|                | Émile Valla                | PCF            | 9 461        | 12,87        |             |             |  |
|                | Renée Feltin               | PSU            | 3 386        | 4,6          |             |             |  |
|                |                            |                |              |              |             |             |  |
| Inscrits       | Inscrits                   | Inscrits       | 96 833       | 100,00       | 96 821      | 100,00      |  |
| Abstentions    | Abstentions                | Abstentions    | 21 768       | 22,48        | 18 884      | 19,5        |  |
| Votants        | Votants                    | Votants        | 75 065       | 77,52        | 77 937      | 80,5        |  |
| Blancs et nuls | Blancs et nuls             | Blancs et nuls | 1 528        | 2,04         | 870         | 1,12        |  |
| Exprimés       | Exprimés                   | Exprimés       | 73 537       | 97,96        | 77 067      | 98,88       |  |

#### Deuxième circonscription (Thonon-les-Bains)
|                | Georges Pianta sortant réélu | RI (URP)       | 23 862 | 60,27  |  |  |  |
|                | Bernard Néplaz               | PCF            | 7 163  | 18,09  |  |  |  |
|                | Michel Debout                | PS (UGSD)      | 5 171  | 13,06  |  |  |  |
|                | Georges Constantin           | PSU            | 3 393  | 8,57   |  |  |  |
|                |                              |                |        |        |  |  |  |
| Inscrits       | Inscrits                     | Inscrits       | 53 845 | 100,00 |  |  |  |
| Abstentions    | Abstentions                  | Abstentions    | 12 079 | 22,43  |  |  |  |
| Votants        | Votants                      | Votants        | 41 766 | 77,57  |  |  |  |
| Blancs et nuls | Blancs et nuls               | Blancs et nuls | 2 177  | 5,21   |  |  |  |
| Exprimés       | Exprimés                     | Exprimés       | 39 589 | 94,79  |  |  |  |

#### Troisième circonscription (Bonneville)
| Candidat       | Candidat                     | Parti          | Premier tour | Premier tour | Second tour | Second tour |  |
| Candidat       | Candidat                     | Parti          | Voix         | %            | Voix        | %           |  |
| -------------- | ---------------------------- | -------------- | ------------ | ------------ | ----------- | ----------- |  |
|                | Maurice Herzog sortant réélu | UDR (URP)      | 21 426       | 36,47        | 28 116      | 45,72       |  |
|                | Lucien Coutant               | MR             | 11 534       | 19,63        | 11 492      | 18,69       |  |
|                | Romain Baz                   | PCF            | 10 835       | 18,44        | 21 891      | 35,6        |  |
|                | Bernard Laffin               | PS (UGSD)      | 10 714       | 18,24        | Retrait     | Retrait     |  |
|                | Bernard Labouré              | PSU            | 2 086        | 3,55         |             |             |  |
|                | Oswald Bétemps               | RI             | 1 722        | 2,93         |             |             |  |
|                | Marcel Thabuis               | Divers gauche  | 431          | 0,73         |             |             |  |
|                |                              |                |              |              |             |             |  |
| Inscrits       | Inscrits                     | Inscrits       | 79 143       | 100,00       | 79 126      | 100,00      |  |
| Abstentions    | Abstentions                  | Abstentions    | 19 124       | 24,16        | 16 568      | 20,94       |  |
| Votants        | Votants                      | Votants        | 60 019       | 75,84        | 62 558      | 79,06       |  |
| Blancs et nuls | Blancs et nuls               | Blancs et nuls | 1 271        | 2,12         | 1 059       | 1,69        |  |
| Exprimés       | Exprimés                     | Exprimés       | 58 748       | 97,88        | 61 499      | 98,31       |  |